# Porta de Aviz
A Porta de Aviz, também referida como Porta de Avis, localiza-se na freguesia de São Mamede, na cidade e distrito de Évora, em Portugal.

## História
A referência mais antiga que se conhece a esta porta nas muralhas da povoação é de 1381.
Posteriormente, em 1525 foi parcialmente reconstruída por motivo da entrada triunfal em Évora de D. Catarina de Áustria, quando dos seus esponsais com João III de Portugal.

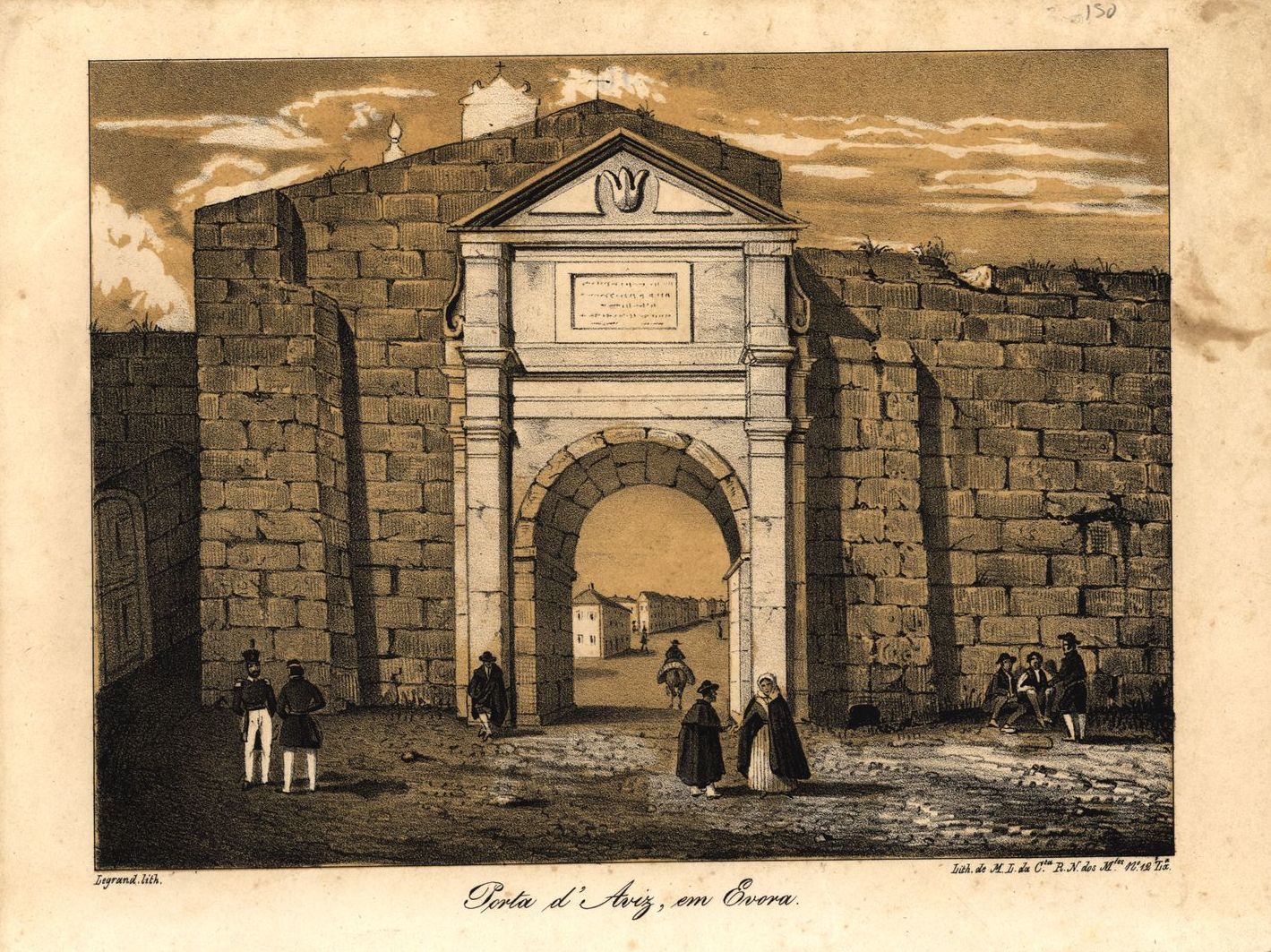
Porta de Aviz (litografia, 1839 - 1847)

Em 1804 foi restaurada, conforme testemunha a inscrição comemorativa:
Encontra-se classificada como Monumento Nacional desde 1922, e acessível ao público.

## Descrição
Arquitectura de tipologia militar e religiosa, de estilo predominantemente maneirista, construída segundos os cânones arquitectónicos de Vauban, à semelhança das fortificações de Estremoz e Elvas. No interior, tem-se acesso à ermida de Nossa Senhora do Ó. Também se pode apreciar a porta primitiva, embebida na muralha, com restos do fresco original.